# Bielnik Pierwszy
Bielnik Pierwszy – osada w Polsce położone w województwie warmińsko-mazurskim, w powiecie elbląskim, w gminie Elbląg. Leży na obszarze Żuław Elbląskich i nad Kanałem Jagiellońskim. Transport publiczny jest obsługiwany przez komunikację miejską Elbląga.
W latach 1975–1998 miejscowość administracyjnie należała do województwa elbląskiego.